# Gorliz
Gorliz è un comune spagnolo di 5 503 abitanti situato nella comunità autonoma dei Paesi Baschi.